# Programme en 25 points

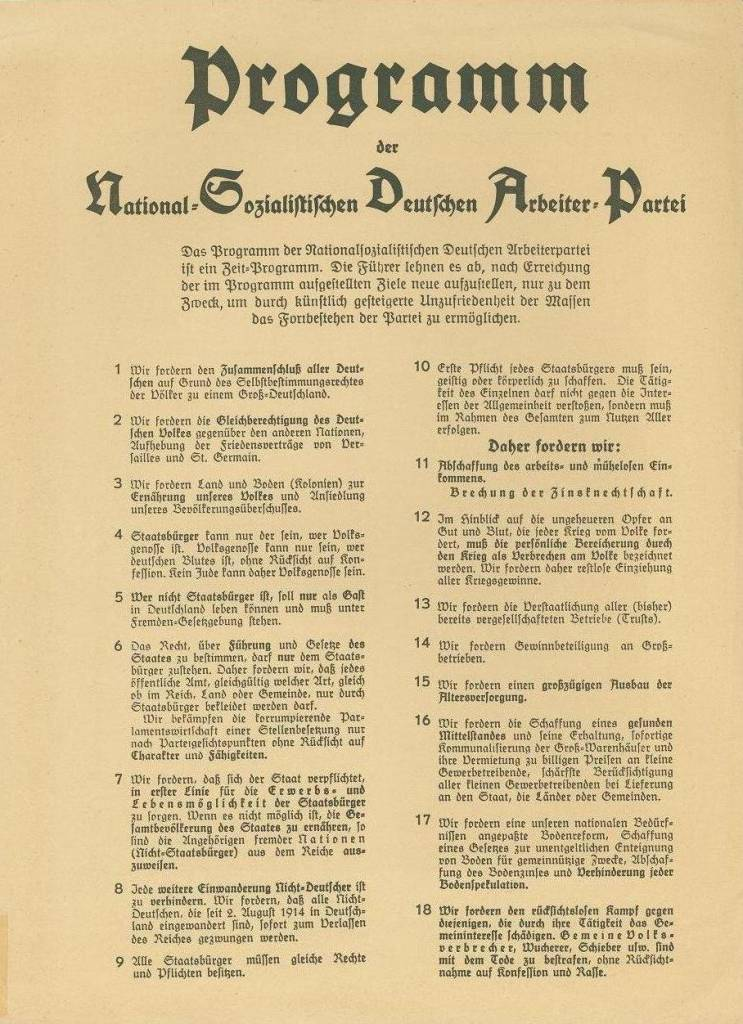
Programme en 25 points du NSDAP

Le programme en 25 points (ou au complet : « le Programme en 25 points du Parti national-socialiste des travailleurs allemands » ; en allemand : Das 25-Punkte-Programm der Nationalsozialistischen Deutschen Arbeiterpartei) est le nom donné au programme politique du Parti ouvrier allemand (DAP), tel qu'il a été proclamé le 24 février 1920 à Munich par Adolf Hitler. Le DAP devint, le 8 août de la même année, le Parti national-socialiste des travailleurs allemands (NSDAP), et réforma ce programme.
Le programme vise la création d'un Grand Reich allemand (Großdeutsches Reich), l'annulation des dispositions du Traité de Versailles, la perte de la citoyenneté allemande pour les Juifs, et la mise en place d'un État autoritaire soutenu par une presse et une littérature orientées.
Il fut approuvé par un auditoire de 2 000 personnes (si l'on en croit la description qu'en donne Hitler dans Mein Kampf) à la Hofbräuhaus, une des plus grandes brasseries munichoises.

## Texte du programme
« Le programme du Parti ouvrier allemand est un programme à terme. Lorsque les objectifs fixés seront atteints, les dirigeants n’en détermineront pas d’autres dans le seul but de permettre, par un maintien artificiel de l’insatisfaction des masses, la permanence du parti.
1. Nous exigeons la constitution d'une Grande Allemagne, réunissant tous les Allemands sur la base du droit des peuples à disposer d'eux-mêmes.
2. Nous exigeons l'égalité des droits du peuple allemand au regard des autres nations, l'abrogation des traités de Versailles et de Saint-Germain.
3. Nous exigeons de la terre et des colonies pour nourrir notre peuple et résorber notre surpopulation.
4. Seuls les citoyens bénéficient des droits civiques. Pour être citoyen, il faut être de sang allemand, la confession importe peu. Aucun Juif ne peut donc être citoyen.
5. Les non-citoyens ne peuvent vivre en Allemagne que comme hôtes, et doivent se soumettre à la juridiction sur les étrangers.
6. Le droit de fixer la direction et les lois de l'État est réservé aux seuls citoyens. Nous demandons donc que toute fonction publique, quelle qu'en soit la nature, ne puisse être tenue par des non citoyens. Nous combattons la pratique parlementaire, génératrice de corruption, d'attribution des postes par relations de parti sans se soucier du caractère et des capacités.
7. Nous exigeons que l'État s'engage à procurer à tous les citoyens des moyens d'existence. Si le pays ne peut nourrir toute la population, les non-citoyens devront être expulsés du Reich.
8. Il faut empêcher toute nouvelle immigration de non-Allemands. Nous demandons que tous les non-Allemands établis en Allemagne depuis le 2 août 1914 soient immédiatement contraints de quitter le Reich.
9. Tous les citoyens ont les mêmes droits et les mêmes devoirs.
10. Le premier devoir de tout citoyen est de travailler, physiquement ou intellectuellement. L'activité de l'individu ne doit pas nuire aux intérêts de la collectivité, mais s'inscrire dans le cadre de celle-ci et pour le bien de tous. C'est pourquoi nous demandons :
11. La suppression du revenu des oisifs et de ceux qui ont la vie facile, la suppression de l'esclavage de l'intérêt.
12. Considérant les énormes sacrifices de sang et d'argent que toute guerre exige du peuple, l'enrichissement personnel par la guerre doit être stigmatisé comme un crime contre le peuple. Nous demandons donc la confiscation de tous les bénéfices de guerre, sans exception.
13. Nous exigeons la nationalisation de toutes les entreprises appartenant aujourd'hui à des trusts.
14. Nous exigeons une participation aux bénéfices des grandes entreprises.
15. Nous exigeons une augmentation substantielle des pensions des retraités.
16. Nous exigeons la création et la protection d'une classe moyenne saine, la remise immédiate des grands magasins à l'administration communale et leur location, à bas prix, aux petits commerçants. La priorité doit être accordée aux petits commerçants et industriels pour toutes les livraisons à l'État, aux Länder ou aux communes.
17. Nous exigeons une réforme agraire adaptée à nos besoins nationaux, la promulgation d'une loi permettant l'expropriation, sans indemnité, de terrains à des fins d'utilité publique - la suppression de l'imposition sur les terrains et l'arrêt de toute spéculation foncière.
18. Nous exigeons une lutte sans merci contre ceux qui, par leurs activités, nuisent à l'intérêt public. Criminels de droit commun, trafiquants, usuriers, etc. doivent être punis de mort, sans considération de confession ou de race.
19. Nous exigeons qu'un droit public allemand soit substitué au droit romain, serviteur d'une conception matérialiste du monde.
20. L'extension de notre infrastructure scolaire doit permettre à tous les Allemands bien doués et travailleurs l'accès à une éducation supérieure, et par là à des postes de direction. Les programmes de tous les établissements d'enseignement doivent être adaptés aux exigences de la vie pratique. L'esprit national doit être inculqué à l'école dès l'âge de raison (cours d'instruction civique). Nous demandons que l'État couvre les frais de l'instruction supérieure des enfants particulièrement doués de parents pauvres, quelle que soit la classe sociale ou la profession de ceux-ci.
21. L'État doit se préoccuper d'améliorer la santé publique par la protection de la mère et de l'enfant, l'interdiction du travail de l'enfant, l'introduction de moyens propres à développer les aptitudes physiques par l'obligation légale de pratiquer le sport et la gymnastique, et par un puissant soutien à toutes les associations s'occupant de l'éducation physique de la jeunesse.
22. Nous exigeons la suppression de l'armée de mercenaires et la création d'une armée nationale.
23. Nous exigeons la lutte légale contre le mensonge politique conscient et sa propagation par la presse. Pour permettre la création d'une presse allemande, nous demandons que :
a. Tous les directeurs et collaborateurs de journaux paraissant en langue allemande soient des citoyens allemands.
b. La diffusion des journaux non-allemands soit soumise à une autorisation expresse. Ces journaux ne peuvent être imprimés en langue allemande.
c. Soit interdite par la loi toute participation financière ou toute influence de non-Allemands dans des journaux allemands. Nous demandons que toute infraction à ces mesures soit sanctionnée par la fermeture des entreprises de presse coupables, ainsi que par l'expulsion immédiate hors du Reich des non-Allemands responsables. Les journaux qui vont à l'encontre de l'intérêt public doivent être interdits. Nous demandons que la loi combatte un enseignement littéraire et artistique générateur d'une désagrégation de notre vie nationale, fermeture des organisations contrevenant aux mesures ci-dessus.
24. Nous exigeons la liberté au sein de l'État de toutes les confessions religieuses, dans la mesure où elles ne mettent pas en danger son existence ou n'offensent pas le sentiment moral de la race germanique. Le Parti en tant que tel défend le point de vue d'un christianisme positif, sans toutefois se lier à une confession précise. Il combat l'esprit judéo-matérialiste à l'intérieur et à l'extérieur, et est convaincu qu'un rétablissement durable de notre peuple ne peut réussir que de l'intérieur, sur la base du principe : l'intérêt général passe avant l'intérêt particulier.
25. Pour mener tout cela à bien, nous demandons la création d'un pouvoir central puissant, l'autorité absolue du parlement politique central sur l'ensemble du Reich et de ses organisations, ainsi que la création de Chambres professionnelles et de bureaux municipaux chargés de la réalisation, dans les différents Länder, des lois-cadre promulguées par le Reich.
Les dirigeants du Parti promettent de tout mettre en œuvre pour la réalisation des points ci-dessus énumérés, en sacrifiant leur propre vie si besoin. »

## Rédacteurs
L'auteur du programme, dans le détail de sa formulation, n'est pas connu avec certitude. On considère généralement qu'Anton Drexler, fondateur du DAP, en est l'auteur principal et que Hitler n'est intervenu que sur la forme. La participation de Gottfried Feder est discutée : « la suppression de l'esclavage de l'intérêt » dans le point 11 fait référence à son ouvrage Manifeste pour la suppression de l'esclavage de l'intérêt paru en 1919, mais la formulation et le contenu de l'ouvrage était connus des membres du parti. Dans une édition commentée publiée par Feder en 1927, celui-ci présente son apport idéologique comme essentiel au programme, cet apport serait « le cœur du national-socialisme », l'« axe d'acier sur lequel tout tourne ». Dans un courrier adressé à Hitler — dont on a une trace indirecte, Feder écrit « le programme a été validé par vous, et rédigé par moi ». Le spécialiste du nazisme Albrecht Tyrell pense plutôt que Feder n'a pas participé à la formulation du programme, hormis la mention de la suppression de l'usure.
Hans-Ulrich Thamer (de) pense que Drexler est le seul rédacteur du programme. Kurt Bauer (de) suppose que Feder a eu une influence significative sur le programme dont la paternité est discutée. L'historien israélien Avraham Barkai (en) est lui convaincu que Feder a « au moins formulé les exigences économiques du programme de 1920 ». Reinhard Neebe parle lui du Programme de Feder de 1920. La participation de Feder à la rédaction est aussi mentionnée par Hajo Holborn, Robert Wistrich (en) et Wolfgang Wippermann (de).